# コバノイシカグマ
コバノイシカグマ Dennstaedtia scabra はコバノイシカグマ科のシダ植物。葉は細かく裂け、胞子嚢群はコップ状の包膜に包まれる。

## 特徴
中型のシダ類で、常緑性の草本だが、分布域の北部では冬に地上部が枯れる例もある。根茎は匍匐して長く伸び、背面に葉を1cm間隔くらいで2列に出す。根は根茎の下側に生じる。根茎の径は4mm程で淡褐色を呈し、長さ2-4mmの節のある毛を生じる。
葉柄はやや光沢があって、赤褐色から紫褐色を帯びており、全体に長い毛がある。この毛は後に脱落するが、その根元が葉柄に残るので表面がざらざらになる。葉柄の長さは15-50cmで、表側に溝がある。
葉身は三角状長楕円形で、長さは20-60cm、幅は15-35cm、3-4回羽状複葉に裂ける。黄緑色で葉質はやや硬い草質で両面にやや粗い毛が生える。中軸は表面側に溝があって赤褐色、粗い毛がやや多く生える。側羽片は一番下のものが最も大きい。形は最下のものは三角形に近く、中程のものは広披針形から狭長楕円形で、基部は左右不対称で短い柄がある。
羽片の先端は尾状に伸び、また先端に向かって葉先方向に弓状に曲がる。小羽片は卵状長楕円形、大きいもので長さ6cm、幅2.5cm。裂片は長楕円形で先端は鈍く尖るか丸く、基部は左右不対称な楔形で柄はない。長さ1.5cm、幅0.8cmで縁は羽状に1/3程切れ込む。歯片はへら型で先端が丸い。
胞子嚢群はコップ型で葉の縁に付く。毛はない。

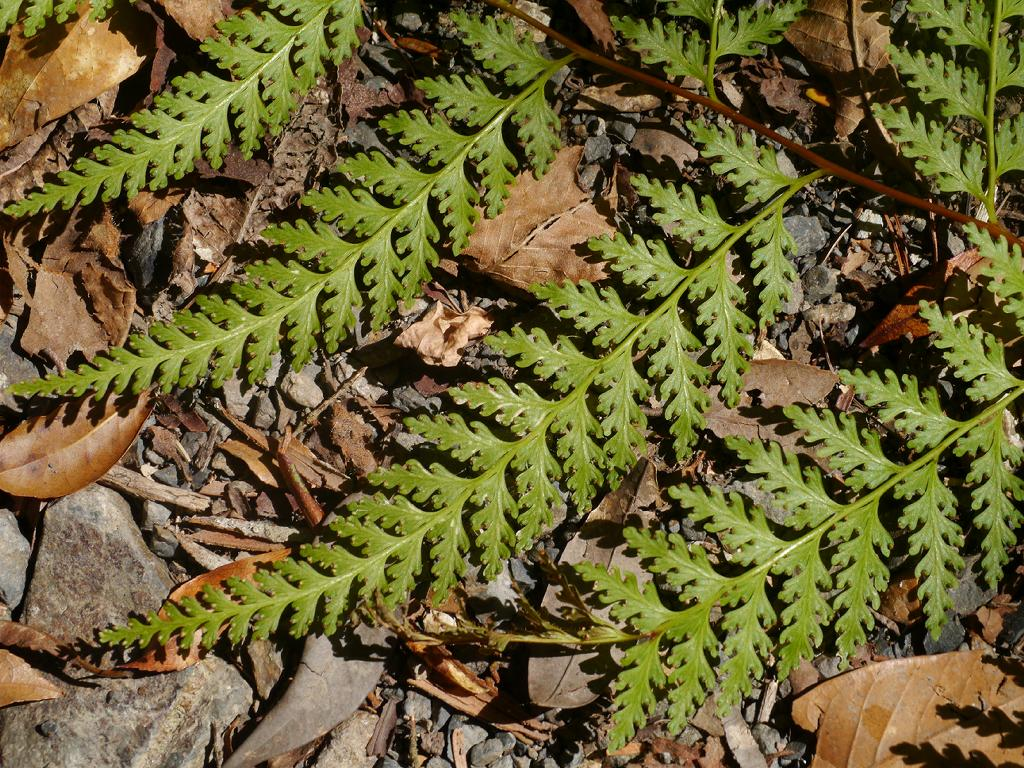
葉裏の様子
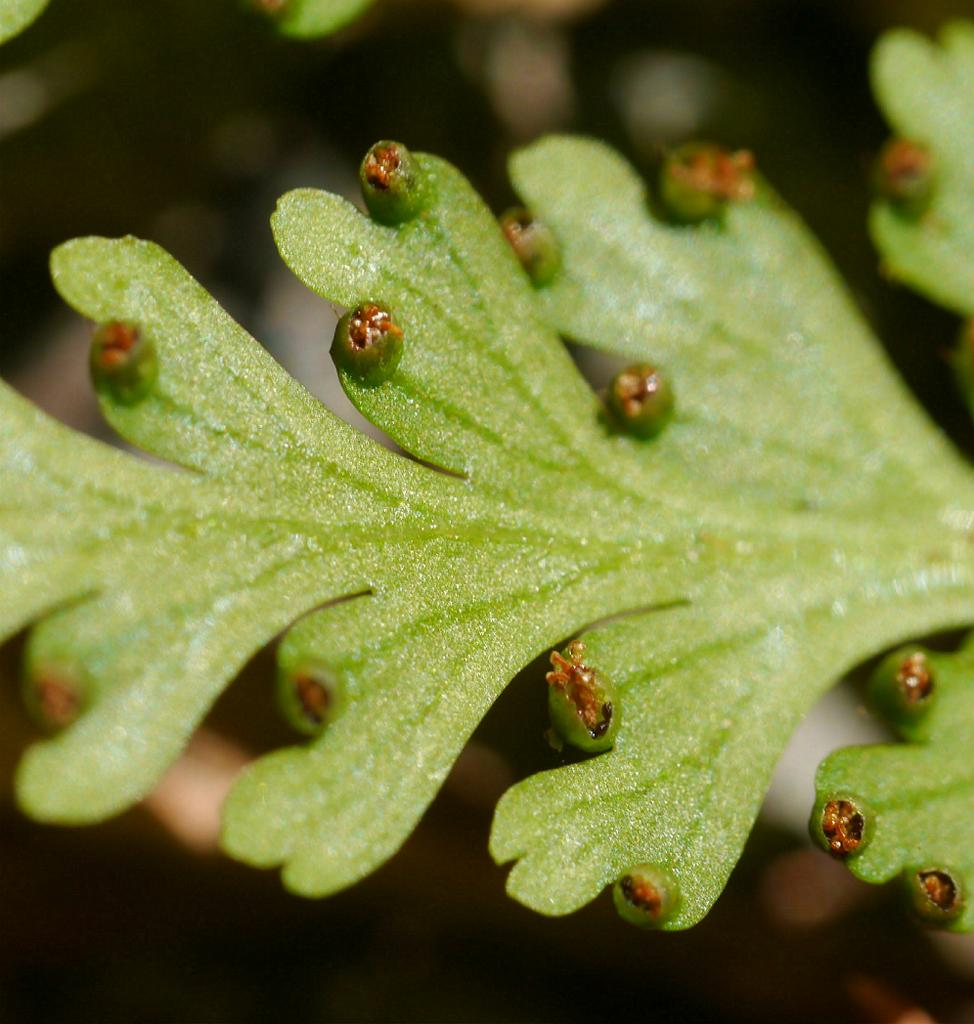
胞子嚢群の様子

和名は小葉のイシカグマで、イシカグマより葉が細かく裂けることによる。なお、イシカグマにはあまり似ていない。

## 分布と生育環境
日本では東北地方中部以南に広く分布する。伊豆－能登の線より西では多くなる。ただし南西諸島にはない。国外では中国中南部から朝鮮、台湾からインドシナ半島やマレーシア西部まで分布する。
山地の林の下に生じ、しばしば群生する。多少乾いた森林内か、あるいは半ば日当たりのよい場所に生育する。

## 分類
同属のものに日本ではイヌシダとオウレンシダがある。本種はこれら2種よりかなり大きく、また葉身が幅広い三角状をしている。
分布域全域に渡り、葉身にほとんど毛のないものが発見され、これはウスゲコバノイシカグマ D. glabrescens と別種として記載された。岩槻編著(1992)はこれを本種の種内変異であろうが研究が不十分としている。田川(1959)はこれを本種の変種としている。

## 類似種
同属のイヌシダは本種が小柄な間は似て見える。ただし本種の方が葉身の葉幅がはっきりと広い。また同科別属のイワヒメワラビも似ているがこの種の方がずっと大きくなる。
葉縁に点在する胞子嚢群が目立ち、そのために葉の縁がブツブツに見えるのが遠目に見分けられる特徴となる。